# Herbert Gordon
Herbert Gordon (Kingston, 1952 - ib., 17 de noviembre de 2013) fue un futbolista profesional jamaicano que jugaba en la demarcación de delantero.

## Biografía
Herbert Gordon debutó como futbolista profesional en 1968 con el Boys' Town FC. Jugó durante seis temporadas en el club. Su mayor goleada fue el 22 de septiembre de 1973, cuando anotó un total de cinco goles en un partido contra el Nascimiento, partido que acabó con un marcador de 8-1. Tras retirarse como futbolista profesional dedicó su carrera como jugador de cricket.
En 2006, el Boys' Town FC, club en el que jugó como futbolista, le fichó como segundo entrenador, cargo que ejerció hasta la fecha de su muerte.
Herbert Gordon falleció el 17 de noviembre de 2013 en Kingston, a los 58 años de edad, habiendo permanecido en coma los últimos cinco días.

## Clubes
| Club          | País    | Año         |
| ------------- | ------- | ----------- |
| Boys' Town FC | Jamaica | 1968 - 1974 |